# М'якохід
М'якохі́д — село в Україні, у Джулинській сільській громаді Гайсинського району Вінницької області.

## Історія
Село М'якохід виникло в другій половині XVI століття, мало кілька назв. Перша з них була «Тутів-Брід», потім «М'які-Ходи» і нарешті — М'якохід. А назвали його тому, що воно містилось на низовині, яка двічі на рік заносилась намулом.
З XVII—XVIII ст. село і навколишні землі належали поміщикам Потоцьким, Чепелевським, Липковським.
Церкву імені великомученика Димитрія Солунського зведено в кінці XVIII століття. Храм в 1924 році було закрито, бані і дзвіницю зруйновано. Приміщення використовувались для господарських потреб, а в воєнні роки — під сільський клуб.
Церковно-приходська школа була відкрита у 1878 році в пристосованому приміщенні. Її нове приміщення було збудоване в 1911 році на кошти сільської общини.
7 (20) листопада 1917 року, відповідно до Третього Універсалу Української Центральної Ради, увійшло до складу Української Народної Республіки.
Село постраждало внаслідок Голодоморів, проведених урядом СРСР в 1932—1933 та 1946—1947 роках.
Колишні самостійні населені пункти Раківка і Чорна Гребля зараз знаходяться в межах села М'якохід і підпорядковані М'якохідській сільраді.
12 червня 2020 року, відповідно розпорядження Кабінету Міністрів України № 707-р «Про визначення адміністративних центрів та затвердження територій територіальних громад Вінницької області», село увійшло до складу Джулинської сільської громади.
19 липня 2020 року, в результаті адміністративно-територіальної реформи і ліквідації Бершадського району, село увійшло до складу Гайсинського району.

## Населення

### Мова
Розподіл населення за рідною мовою за даними :
| Мова       | Кількість | Відсоток |
| ---------- | --------- | -------- |
| українська | 1364      | 99.34%   |
| російська  | 9         | 0.66%    |
| Усього     | 1373      | 100%     |

## Відомі уродженці
- Микола Олексійович Воронцов (1924—1943) — солдат, Герой Радянського Союзу
- Медведь Левко Іванович — український гігієніст, академік Академії медичних наук